# Каманін Олексій Миколайович
Олексій Миколайович Каманін (рос. Алексей Николаевич Каманин; нар. 5 червня 1978, Одеса, СРСР) — російський гандболіст. Майстер спорту міжнародного класу. Почав займатися гандболом в 1994 році в ДЮСШ міста Кишинів. Перший тренер — О.В. Коваленко.
За збірну Росії зіграв більше 200 ігор, забив більше 400 м'ячів.
Учасник пекінської Олімпіади-2008, на якій російська команда була шостою.

## Особисте життя
У 2006 році закінчив Російський державний університет фізичної культури, спорту, молоді та туризму (РГУФКСМіТ (ГЦОЛІФК)).
У 2010 році закінчив Московський державний технічний університет "МАМІ", в даний час працює в ДБУ «Автомобільні дороги» Уряду Москви.
Одружений, виховує сина.
З 2015 року, після закінчення професійної кар'єри, бере участь в Чемпіонаті міста Москва з гандболу серед чоловічих команд. У складі команди МГУ.
У гандбольної середовищі й серед уболівальників носить прізвисько «Камаз».

## Досягнення
- Учасник Олімпійських ігор 2008 року в Пекіні[1]
- Чемпіон Росії (Чеховські ведмеді) - 2000, 2001, 2002, 2003, 2004, 2005, 2006, 2007, 2008, 2009, 2010, 2011
- Володар Кубка Росії (Чеховські ведмеді) - 2009, 2010, 2011
- Володар Міжконтинентального Кубка (Чеховські ведмеді) - 2002
- Володар Кубка володарів кубків Європейських країн (Чеховські ведмеді) - 2006
- Учасник Фіналу 4-х Ліги Чемпіонів (Чеховські ведмеді) - 2010
- Срібний призер Чемпіонату України (Мотор) - 2012
- Чемпіон України (Мотор) - 2013
- Володар Кубка України (Мотор) - 2013
- Учасник Чемпіонатів Європи - 2002, 2004, 2006, 2008, 2010
- Учасник Чемпіонатів Світу - 2003, 2007, 2009
- Чемпіон Європи (35+) - 2011